# Собор Островов
Собор Островов и Коллегиальная Церковь Святого Духа (англ. The Cathedral of The Isles and Collegiate Church of the Holy Spirit) — кафедральный собор Шотландской епископальной церкви, расположенный в городе Милпорт на острове Грейт-Камбрей. Один из двух соборов диоцеза Аргайла и Островов, второй — собор Святого Иоанна в Обане. Является памятником архитектуры категории А.

## История
Джордж Бойл, 6-й граф Глазго, был покровителем храма и духовной семинарии. Он заказал проект известному архитектору неоготики Уильяму Баттерфилду, который также спроектировал собор Святого Ниниана в Перте. Строительство завершилось в 1849 году, и церковь открылась в 1851 году как коллегиальная церковь. Коллегиальная церковь Святого Духа приобрела статус собора в 1876 году.

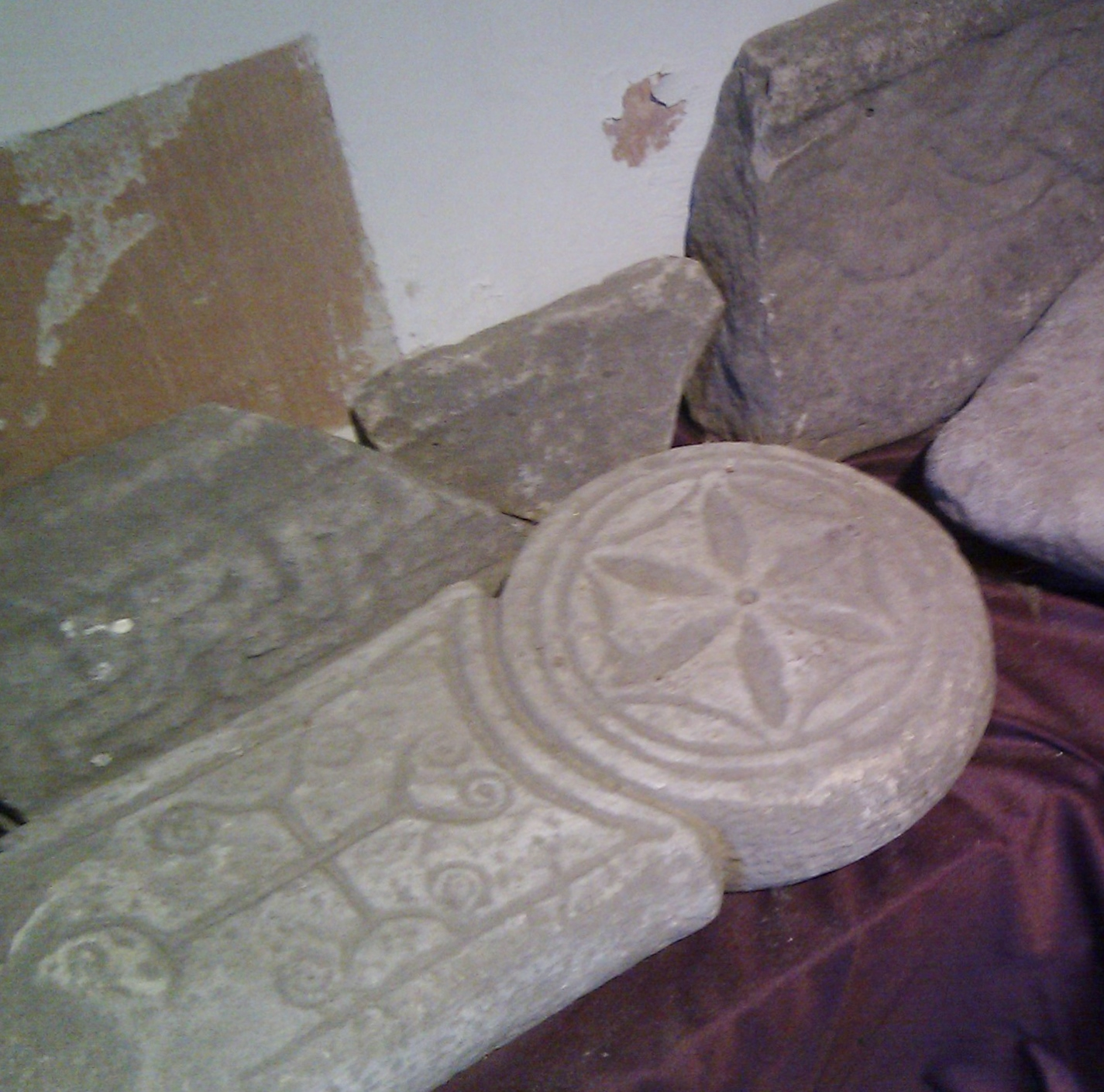
Кельтские кресты

Собор окружён садами и лесом. Это самое высокое здание на острове Грейт-Камбрей и самый маленький собор на Британских островах. 37-метровая башня со шпилем визуально доминирует над основным зданием, в три раза превышая 12-метровый неф. В соборе представлены витражи Уильяма Уэйлса (западное окно) и Hardman & Co. Имеется орган.
У главного входа выставлена интересная коллекция кельтских крестов, которые были обнаружены на острове в викторианскую эпоху.
В 1851—1885 годах при церкви существовала духовная семинария. В 1919—1927 годах в здании семинарии жили монахини из общины Святого Андрея Шотландского. В настоящее время в здании расположен дом отдыха, снять комнату в котором может любой желающий.